# 레고 마인크래프트
레고 마인크래프트(LEGO Minecraft)는 샌드박스 비디오 게임 마인크래프트를 기반으로 한 레고 테마이다. 이 주제는 2012년에 처음 소개되었다.

## 개요
초기 "마이크로 월드" 세트는 재배치할 수 있는 4개의 서로 연결된 장면 그룹을 특징으로 하며, 두 개는 광석이 포함된 동굴, 지하 강 및 광산 수레 트랙이 있는 제거 가능한 표면을 가지고 있으며 캐릭터도 포함된다(레고에서는 마이크로몹이라고 함). 일반 레고처럼 움직일 수 있다.
이후 세트에는 단순한 조각(마인크래프트의 블록 미학을 충실히 유지하기 위해)으로 구성된 블록 조립 위치가 있으며, 종종 벽돌로 올려진 베이스 플레이트에 다른 세트와의 상호 연결이 가능하다. 이 세트는 모두 미니피겨 스케일로, 캐릭터 머리, 도구 및 특정 신체 부위(예: 주로 몸통과 다리를 위한 단일 성형 부품으로 구성된 크리퍼)를 위한 맞춤형 몰드가 포함되어 있다.
2022년 10월, 레고 그룹과 마인크래프트는 유튜브에서 새로운 셔플 음악 프로젝트를 시작했다. 레고 마인크래프트 시리즈에는 엑스박스와 플레이스테이션 콘솔용 비디오 게임 시리즈도 있었다.